# Ngerkal Lake Conservation Area
Ngerkal Lake Conservation Area ist ein Schutzgebiet im „Staat“ (Verwaltungsgebiet) Ngaraard von Palau. Es liegt im Nordosten der Hauptinsel Babeldaob.

## Geographie
Das Schutzgebiet umfasst den gleichnamigen kleinen See, der in einem Tal in der zentralen Hügelkette liegt. Er befindet sich östlich von Uluong in der Geligal Marsh. Das Tal verläuft von Süden nach Norden und biegt im Gebiet des Sees nach Westen um und der See entstand an einer Stelle, an der sich auch eine Abzweigung nach Osten befindet.
Der See liegt auf 56 m m über dem Meer, das Schutzgebiet erstreckt sich bis auf eine Höhe von 74 m.
Das Gebiet befindet sich in der Südwestecke des Staates Ngaraard.